# Liste der Europaschutzgebiete in Tirol
In Tirol gibt es 13 Europaschutzgebiete mit einer gesamten Fläche von 1.830 km². Die Europaschutzgebiete (Natura-2000-Gebiete) machen etwa 15 % der Landesfläche des Bundeslands Tirol aus. Sie stehen durchwegs auch unter landesrechtlichem Schutz, insgesamt sind zwei Drittel der landesrechtlichen Schutzgebiete auch Gebiete von gemeinschaftlicher Bedeutung (FFH-Gebiete) oder Europäische Vogelschutzgebiete.

## Die Natura-2000-Gebiete im Tiroler Naturschutzrecht
Durch die zwei Europäischen Naturschutzrichtlinien, die Fauna-Flora-Habitat-Richtlinie (92/43/EWG) und die Richtlinie über die Erhaltung der wildlebenden Vogelarten (Vogelschutzrichtlinie, 79/409/EWG), ist Österreich verpflichtet, Gebiete, die für den gemeinschaftliche Umweltschutz der Europäischen Union von Interesse sind, zu melden. Diese gelten dann als „vorgeschlagen“ (proposed Site of Community Importance … pSCI) und werden dann seitens der EU bestätigt, in eine gemeinsame Liste eingetragen, und in das Natura-2000-Netzwerk integriert (als Gebiete von gemeinschaftlicher Bedeutung nach der Habitat-Richtlinie … SCI, SAC und als Besondere Schutzgebiete nach der Vogelschutzrichtlinie … SPA – letztere brauchen keine ausdrückliche Bestätigung). Eine gemeinsame Liste der FFH-Gebiete für den alpinen Raum (Alpenkonventionsgebiet) wurde am 25. Jänner 2008 beschlossen.
Die Meldung an die Europäische Kommission erfolgte anfangs durch die Länder direkt, 2003 erstellte Österreich eine gemeinsame Nationale Liste,
seither werden von den Landesregierungen einzelne Gebiete nachgenannt.
Es obliegt anschließend den Mitgliedstaaten, geeignete Schutzinstrumente auszuwählen. In Österreich, wo Naturschutz auf Landesebene geregelt ist, sind das durchwegs eine der landesrechtlichen Schutzkategorien.
Daher sind in Tirol fast alle Europaschutzgebiete auch anderweitig ausgewiesen, nur zwei kleinere Gebiete – im Ausmaß von zusammen 450 Hektar, das sind 0,15 % – nicht.
Verankert sind die Sonderbestimmungen für Natura-2000-Gebiete im § 14 Tiroler Naturschutzgesetz 2005 (TNSchG 2005).
Dabei werden durch Verordnung die jeweiligen Erhaltungsziele festgelegt, das sind im Allgemeinen der besondere Schutz der in den Anhängen der EU-Richtlinien genannten Prioritären Arten und Lebensräume (§ 3 Abs. 9 Z. 9 TNSchG), und die beabsichtigte „Wiederherstellung“ (§ 14 Abs. 3a) und „Erreichung eines günstigen Erhaltungszustandes“ (§ 14 Abs. 3b), sowie die notwendigen Erhaltungsmaßnahmen (Bewirtschaftungspläne). Sie werden im Landesgesetzblatt, die Pläne im Boten für Tirol verlautbart.
Weiters wird dort auf die naturschutzrechtlichen Bewilligung (Verträglichkeitsprüfung) von „Plänen oder Projekten (Vorhaben), die nicht unmittelbar mit der Verwaltung des Natura-2000-Gebietes in Verbindung stehen oder hierfür nicht notwendig sind, die ein solches Gebiet jedoch einzeln oder im Zusammenwirken mit anderen Plänen oder Projekten erheblich beeinträchtigen können“, eingegangen (§ 14 Abs. 4 ff.) und „Eingriffe, Nutzungen und sonstige Handlungen, die zu einer Verschlechterung der natürlichen Lebensräume und Habitate der Arten der Natura-2000-Gebiete führen können“, verboten (§ 14 Abs. 9).

## Liste
| Sitecode     | Bezeichnung                         | Typ (1)      | FFH          | VS           | Bezirk                                  | Gemeinden (2) | Fläche in ha (Fl.) | seit (3)/ LGBl. Nr.                | Lage                            | Anmerkungen (Sort.)                                                                              |
| ------------ | ----------------------------------- | ------------ | ------------ | ------------ | --------------------------------------- | --- | ------------------ | ---------------------------------- | ------------------------------- | ------------------------------------------------------------------------------------------------ |
| AT3301000    | Hohe Tauern, Tirol                  | C            | *            | *            | Lienz                                   | Dölsach, Hopfgarten i. D., Iselsberg-Stronach, Kals a. G., Matrei i.O., Nußdorf-Debant, Prägraten a. G., St. Jakob i. D., St. Veit i. D., Virgen                                                                                    | 61.159,01          | Sep. 1995 (LGBl. 50/2009)          | 47.033888888889 12.476388888889 | auch Nationalpark                                                                                |
| AT3302000    | Vilsalpsee                          | C            | *            | *            | Reutte                                  | Tannheim, Weißenbach | 1.828,96           | Sep. 1995 (LGBl. 65/2009)          | 47.453611111111 10.506111111111 | auch Naturschutzgebiet                                                                           |
| AT3303000    | Valsertal                           | C            | *            | *            | Innsbruck-Land                          | Vals | 3.519,04           | Sep. 1995                          | 47.036111111111 11.612222222222 | auch Naturschutzgebiet                                                                           |
| AT3304000    | Karwendel                           | C            | *            | *            | Innsbruck-Land, Innsbruck-Stadt, Schwaz | Absam, Achenkirch, Eben a. A., Gnadenwald, Innsbruck, Jenbach, Reith b.S., Rum, Scharnitz, Seefeld, Stans, Terfens, Thaur, Vomp, Zirl                                                                                               | 72.740,57          | Sep. 1995 (LGBl. 3/2010)           | 47.401111111111 11.499722222222 | auch Naturpark (Alpenpark Karwendel)                                                             |
| AT3305000    | Ötztaler Alpen                      | C            | *            | *            | Landeck                                 | Kaunertal, St. Leonhard i.P., Sölden | 39.623,35          | Sep. 1995                          | 46.835 11.018611111111          | RG (Nr. 5, 395 km²), Teil des NPK Ötztal (NPK 3, 508 km²); enthält mehrere weitere Schutzgebiete |
| AT3306000    | Afrigal                             | B            | *            |              | Imst                                    | Nassereith | 71,60              | Juni 2000                          | 47.613888888889 12.171111111111 | ohne landesrechtlichen Schutz, als Naturwaldreservat ausgewiesen                                 |
| AT3307000    | Egelsee                             | B            | *            |              | Kufstein                                | Kufstein | 3,07               | Juni 2000                          | 47.613888888889 12.171111111111 | Teil des Naturdenkmals Egelsee mit Uferbereich                                                   |
| AT3308000    | Schwemm                             | B            | *            |              | Kufstein                                | Walchsee | 65,70              | Juni 2000 (LGBl. 10/2009)          | 47.658611111111 12.298055555556 | auch Naturschutzgebiet                                                                           |
| AT3309000    | Lechtal (Tiroler Lech)              | C            | *            | *            | Reutte                                  | Bach, Ehenbichl, Elbigenalp, Elmen, Forchach, Gramais, Häselgehr, Hinterhornbach, Höfen, Holzgau, Kaisers, Lechaschau, Musau, Namlos, Pfafflar, Pflach, Pinswang, Reutte, Stanzach, Steeg, Vils, Vorderhornbach, Wängle, Weißenbach | 4.146,64           | Juni 2000                          | 47.344166666667 10.54           | ist Naturschutzgebiet und Naturpark Tiroler Lech                                                 |
| AT3310000    | Arzler Pitzeklamm                   | B            | *            |              | Imst                                    | Arzl i.P. | 31,26              | Juli 2003                          | 47.210833333333 10.775833333333 | als Naturwaldreservat ausgewiesen, auch Landschaftsschutzgebiet                                  |
| AT3311000    | Engelswand                          | B            | *            |              | Imst                                    | Umhausen | 39,84              | Apr. 2004 (LGBl. 17/2009)          | 47.163888888889 10.919444444444 | auch Naturschutzgebiet                                                                           |
| AT3312000    | Ortolanvorkommen Silz–Haiming–Stams | A            |              | *            | Imst                                    | Silz, Haiming, Stams | 378,66             | Apr. 2004 (LGBl. 44/2005)          | 47.260833333333 10.920277777778 | ohne nationaler Schutzkategorie, Brutgebiet des Ortolans                                         |
| AT3313000    | Fließer Sonnenhänge                 | B            | *            |              | Landeck                                 | Fließ | 88,84              | Apr. 2004 (LGBl. 27/2009, 61/2009) | 47.116666666667 10.619444444444 | liegt innerhalb Naturschutzgebiet (25 % größer)                                                  |
| Gesamt (Fl.) | Gesamt (Fl.)                        | Gesamt (Fl.) | Gesamt (Fl.) | Gesamt (Fl.) | Gesamt (Fl.)                            | Gesamt (Fl.) | 183.157,96         | 14,5 % der Landesfläche Tirols     | 14,5 % der Landesfläche Tirols  | 14,5 % der Landesfläche Tirols                                                                   |

Quelle: Land Tirol, tiris www.tirol.gv.at/tiris, Stand Dezember 2004, Nationale Liste April 2004, mit erg., Koord. NATURA 2000 Data Form
(1) Sortierung:
 A … Gebiet nach der Vogelschutzrichtlinie
 B … Gebiet nach der Habitat-Richtlinie
 C … Gebiet nach Habitat-Richtlinie und nach Vogelschutzrichtlinie (flächengleich)
 FFH … alle Fauna-Flora-Habitatgebiete
 VS … alle Vogelschutzgebiete
(2) Gemeinden, die am Schutzgebiet Anteil haben
(3) Datum der Meldung, landesrechtliche Umsetzung und Schutzzielerklärung nach Landesgesetzblatt
(Fl.) Fläche nach Tiris, Flächenangaben je nach Maßstab der Aufnahme abweichend
(Sort.) Sortierbar nach nationalem/internationalem und sonstigem Schutz/alleiniger EU-Schutzstellung